# فاسيلي غوردوف
الكولونيل العام فاسيلي نيكولايفيتش غوردوف (بالروسية: Василий Николаевич Гордов؛ 12 ديسمبر 1896 - 24 أغسطس 1950) قائد عسكري سوفيتي حاصل على لقب بطل الاتحاد السوفيتي.

## وصلات خارجية
- صفحة بالروسية عن فاسيلي غوردوف من موقع warheroes.ru